# 何承华
何承华（1919年12月27日—2005年5月1日），男，陕西长安人，中华人民共和国政治人物，曾任中共陕西省委常委，陕西省人民政府副省长，陕西省人大常委会副主任。